# 영일만대로
영일만대로(迎日灣大路, Yeongilman-daero)는 경상북도 포항시 북구 흥해읍 용한리 영일만항과 남구 동해면 석리 동해 교차로를 잇는 경상북도의 도로이다. 건설 당시에는 포항시 국도대체우회도로라고도 불렸으며 성곡 교차로 ~ 영일만항 구간은 포항 영일만항 배후도로라고도 불렸다.

## 역사
- 1995년 실시설계 시작[1]
- 1997년 12월 실시설계 완료
- 1998년 3월 공사 착공[1]
- 1998년 3월 5일 유강교차로 ~ 대송교차로 구간 착공[2]
- 2004년 1월 유강교차로 ~ 대련교차로(현 연화교차로) 구간 착공
- 2004년 11월 대송교차로 ~ 일월교차로(현 동해석리교차로) 구간 착공
- 2000년 2월 24일 : 경상북도 포항시 남구 동해면 석리 ~ 연일읍 유강리 19.1km 구간을 자동차 전용도로로 지정[3]
- 2005년 11월 9일 : 유강 교차로 ~ 의현 교차로(포항시 남구 연일읍 유강리 ~ 북구 흥해읍 성곡리 9.58km 구간을 자동차 전용도로로 지정[4]
- 2006년 9월 21일 : 의현 교차로 ~ 영일만항(포항시 북구 흥해읍 성곡리 ~ 용한리) 9.543km 구간을 자동차 전용도로로 지정[5]
- 2006년 12월 27일 : 우복 교차로 ~ 유강 교차로(포항시 남구 연일읍 우복리 ~ 유강리) 5.64km 구간 개통[6]
- 2007년 1월 성곡교차로 ~ 영일만신항 구간 착공
- 2009년 8월 4일 : 대송 교차로 ~ 우복 교차로(포항시 대송면 대각리 ~ 연일읍 우복리) 1.78km 구간, 포항 나들목 ~ 의현 교차로(포항시 연일읍 학전리 ~ 흥해읍 성곡리) 4.98km 구간 개통[7]
- 2009년 9월 30일 익산포항고속도로 포항 나들목 정식 개통 및 이설[8] (연일 분기점 → 포항 나들목)
  - 종전 : 익산포항고속도로 서포항 나들목 - 포항 나들목(시/종점) - 연일 분기점
  - 현행 : 익산포항고속도로 서포항 나들목 - 학전 나들목 - 포항 나들목(시/종점)
- 2009년 12월 1일 도로명 주소 사업에 인해 영일만대로로 지정
- 2009년 12월 28일 : 의현 교차로, 성곡 교차로, 한동대 교차로 임시개통[9]
- 2010년 12월 21일 : 의현 교차로 ~ 영일만항(포항시 북구 흥해읍 성곡리 ~ 용한리) 9.682km 구간 개통[10]
- 2011년 12월 23일 : 유강 교차로 ~ 연화 교차로(포항시 연일읍 유강리 ~ 흥해읍 대련리) 4.6km 구간과 동해 교차로 ~ 대송 교차로(포항시 동해면 석리 ~ 대송면 대각리 11.74km 구간) 개통[11][1]
- 2012년 8월 4일 세계 교차로 준공[12]
- 2012년 9월 28일 문덕 나들목(현.남포항 나들목), 학천 나들목 준공[13]

## 주요 경유지
경상북도
- 포항시 북구 흥해읍 - 남구 (연일읍 - 대송면 - 오천읍 - 동해면)

## 노선
- (■): 자동차 전용도로 구간

| 이름                  | 접속 노선                          | 소재지      | 소재지 | 비고                                                         |
| --------------------- | ---------------------------------- | ----------- | ------ | ------------------------------------------------------------ |
| 영일만항              | 영일만항로                         | 포항시 북구 | 흥해읍 |                                                              |
| 용한 교차로           | 국가지원지방도 제20호선 (용한길)   | 포항시 북구 | 흥해읍 |                                                              |
| 우목터널              | 해안로                             | 포항시 북구 | 흥해읍 |                                                              |
| 한동대 교차로         | 한동로                             | 포항시 북구 | 흥해읍 | 영일만 방면 진입 불가 석리 방면 진출 불가                    |
| 곡강1교               |                                    | 포항시 북구 | 흥해읍 |                                                              |
| 북영일만 나들목       | 65호선 동해고속도로                | 포항시 북구 | 흥해읍 | 미개통                                                       |
| 남송 교차로           | 삼흥로                             | 포항시 북구 | 흥해읍 |                                                              |
| 성곡 교차로 (성곡2교) | 성곡길182번길                      | 포항시 북구 | 흥해읍 |                                                              |
| 성곡터널              |                                    | 포항시 북구 | 흥해읍 | 연장 100m                                                    |
| 의현 교차로           | 국도 제7호선 (소티재로)            | 포항시 북구 | 흥해읍 |                                                              |
| 이인 교차로           | 달전로 아치로                      | 포항시 북구 | 흥해읍 |                                                              |
| 연화 교차로 (연화교)  | 국도 제31호선 (새마을로) 달전로    | 포항시 북구 | 흥해읍 | 국도 제31호선 구간                                           |
| (터널 명칭 미상)      |                                    | 포항시 북구 | 흥해읍 | 국도 제31호선 구간                                           |
| 대련교                |                                    | 포항시 북구 | 흥해읍 | 국도 제31호선 구간                                           |
| 포항 나들목           | 20호선 새만금포항고속도로 희망대로 | 포항시 북구 | 흥해읍 | 국도 제31호선 구간                                           |
| 포항 나들목           | 20호선 새만금포항고속도로 희망대로 | 포항시 남구 | 연일읍 | 국도 제31호선 구간                                           |
| 자명2교               |                                    | 포항시 남구 | 연일읍 | 국도 제31호선 구간                                           |
| 자명 교차로           | 자명로 자명안길                    | 포항시 남구 | 연일읍 | 국도 제31호선 구간                                           |
| 자명1교 자명교        |                                    | 포항시 남구 | 연일읍 | 국도 제31호선 구간                                           |
| 유강 교차로 (유강교)  | 국도 제7호선 (새천년대로) 자명로   | 포항시 남구 | 연일읍 | 국도 제31호선 구간 영일만 방면 진입 불가 석리 방면 진출 불가 |
| 유강대교              |                                    | 포항시 남구 | 연일읍 | 국도 제31호선 구간                                           |
| 형산 교차로           | 형산강남로                         | 포항시 남구 | 연일읍 | 국도 제31호선 구간                                           |
| 인주 교차로           | 연일로 연일로360번길               | 포항시 남구 | 연일읍 | 국도 제31호선 구간                                           |
| 우복 교차로           | 국도 제20호선 (건포산업로)         | 포항시 남구 | 연일읍 | 국도 제31호선 구간                                           |
| 공현교 대각교         |                                    | 포항시 남구 | 대송면 | 국도 제31호선 구간                                           |
| 대송 교차로           | 운제로 철강산단로                  | 포항시 남구 | 대송면 | 국도 제31호선 구간                                           |
| 남포항 나들목         | 65호선 동해고속도로 문덕서로       | 포항시 남구 | 오천읍 | 국도 제31호선 구간                                           |
| 용산교 다래교         |                                    | 포항시 남구 | 오천읍 | 국도 제31호선 구간                                           |
| 오천 교차로           | 광명산단로 정몽주로294번길         | 포항시 남구 | 오천읍 | 국도 제31호선 구간                                           |
| 세계 교차로           | 지방도 제929호선 (장기로)          | 포항시 남구 | 오천읍 | 국도 제31호선 구간                                           |
| 금광 교차로           | 금광로                             | 포항시 남구 | 동해면 | 국도 제31호선 구간                                           |
| 금광교                |                                    | 포항시 남구 | 동해면 | 국도 제31호선 구간                                           |
| 동해 교차로           | 동해안로                           | 포항시 남구 | 동해면 | 국도 제31호선 구간                                           |

## 주의 사항
- 이 도로는 자동차전용도로로 지정되어 있어 자전거, 보행자는 통행할 수 없다. 이륜자동차(모터사이클 혹은 오토바이)는 긴급자동차(싸이카 및 소방용 모터사이클 등)에 한해 통행이 가능하며, 그 밖의 이륜자동차는 통행할 수 없다.

## 참고 자료
- 포항시관내 국도대체 우회도로 조기개통 (한국개발연구원)